# Koassanga
Koassanga est une commune rurale située dans le département de Ziniaré de la province de l'Oubritenga dans la région Plateau-Central au Burkina Faso.

## Géographie
Koassanga se trouve à 7 km au nord de Ziniaré, le chef-lieu du département, et de la route nationale 3.

## Économie
L'économie de Koassanga est principalement basée sur l'exploitation agricole permise par l'irrigation des cultures en amont du barrage en remblai du village.

## Santé et éducation
Koassanga accueille un centre de santé et de promotion sociale (CSPS) tandis que le centre médical avec antenne chirurgicale (CMA) de la province se trouve à Ziniaré.